# Пісківський завод скловиробів
ТОВ «Пісківський завод скловиробів» або PGP Glassworks — підприємство скляної промисловості, розташоване в смт Пісківка Київської області, зайняте в галузі виробництва скляної тари.

## Історія
Підприємство засновано у 1924 році. У 1935 році завод переведений в державну систему московського тресту «Спиртотара». Здійснено повну реконструкцію, значно збільшено технічні можливості. 1961 року завод повністю переобладнаний. Протягом 2006—2008 років здійснено будівництво нових потужностей — скловарної печі безперервної дії потужністю 240 т на добу. У 2008 році здійснено запуск нових потужностей «PGP Glassworks», з можливістю випускати 350 млн шт. умовних одиниць на рік. Було встановлено новітнє обладнання, яке відповідає світовим стандартам галузі. Завод впровадив систему управління якістю у відповідності до вимог ISO 9001:2000. У 2013 році запущено другу піч потужністю 320 т на добу з можливість виробництва 470 млн шт. умовних одиниць на рік. Впроваджені передові технології варіння скла та виробництва склотари. У 2015 році встановлено нові машини контролю останнього покоління «MSC & SGCC» (Франція) для визначення візуального браку по корпусу і по дну виробів. Впроваджено технологію PPC (PlungerProcessControl). Розпочато виробництво пляшок з кольорового скла.

## Структура
- Склотарний цех №1: «ZIPPE» (Німеччина) — дозувально-змішувальна лінія, «HORN» (Німеччина) — скловарна піч продуктивністю 240 т/добу, «Emhart» (Швейцарія) склоформувальні машини, 3 шт., HORN (Німеччина) — системи гарячого та холодного зміцнення, «LfG» (Німеччина) — піч відпалу склотари, «EmhartInex» (США) — апарати контролю «VeritasiM», «Стеклопак» (Росія) — обладнання для транспортування та пакування склотари.
- Склотарний цех №2: «ZIPPE» (Німеччина) — дозувально-змішувальна лінія, «SORG» (Німеччина) — скловарна піч, продуктивність 320 т/добу, «Emhart» (Швейцарія) склоформувальні машини, 3 шт., «Imaco» (Нідерланди) — система гарячого зміцнення, «Antonini» (Італія) — система холодного зміцнення, «Antonini» (Італія) — піч відпалу склотари, «MSC & SGCC» (Франція) — автомати контролю, «OptischePrüfsystemeDr.Günther» (Німеччина) — оптичні автомати контролю (контролю віночка — увігнутість і непаралельність), «Zeccetti» (Італія) — обладнання для транспортування і упаковки склотари машинолінії.[2]

## Діяльність
Завод орієнтований на виробництво високоякісних скловиробів для пивної, слабоалкогольної, лікеро-горілчаної, винної, безалкогольної та консервної галузей. Виробляє продукцію з безбарвного (Flint) і кольорового (коричневого і зеленого) скла. Виробництво банок складає 62%, пляшок – 38%.